# 気孔 (材料工学)
材料工学における気孔（きこう）は、ひとまとまりの物体に含まれる微小な空洞である。いわゆる鬆（す）も気孔の一種とみなせる。ポア（pore）またはボイド（void）と呼ばれることもある。外気と接続している開気孔（かいきこう、open pore）と物体内部に孤立している閉気孔（へいきこう、closed pore）とがある。気孔の含有率は気孔率（きこうりつ、porosity）で定量的に表される。

## 機能
- 機械材料または構造材料において物体の強度を低下させる。
- 絶縁体の電気抵抗や耐湿性を低下させる。
- 物体の表面積を大きくする。

## 応用
- 物質表面の性質を強調するために多くの気孔を導入した多孔質材料が利用されている。例えば吸着現象を利用する消臭剤や接触面を反応に利用する触媒などがある。
- 機械材料または構造材料において軽量化のために利用されることもある。例えば木材は、極めて高度に制御された気孔を持つ多孔質材料である。